# مطار ديشين شانغري-لا
مطار ديشين شانغري-لا (بالإنجليزية: Dêqên Shangri-La Airport)‏ (إياتا: DIG، إيكاو: ZPDQ) يقع في مدينة شانغري-لا في جمهورية الصين الشعبية. صنف مطار ديشين شانغري-لا في المرتبة الثانية والثمانون في الصين من حيث عدد الركاب عام 2011 وفقًا لإدارة الطيران المدني في الصين، حيث تعامل مع 374,710 راكب، وبلغ إجمالي حركة الطائرات (القادمة والمغادرة) 4,167 طائرة وقد بلغت كمية البضائع المنقولة عبر المطار 513 طن.